# Herse (satelit)
Herse /'her.se/, sau Jupiter L, cunoscut anterior prin denumirea sa provizorie de S/2003 J 17, este un satelit natural al lui Jupiter . A fost descoperit la 8 februarie 2003 de astronomii Brett J. Gladman⁠(d), John J. Kavelaars⁠(d), Jean-Marc Petit⁠(d) și Lynne Allen și, de asemenea, de o echipă de astronomi de la Universitatea din Hawaii.   A fost numit după Herse „roua”, după unele relatări o fiică a lui Zeus și a lui Selene, luna în mitologia greacă,  pe 11 noiembrie 2009.   Jupiter LXXI Ersa este de asemenea numit pentru aceeași figură mitologică.
Herse are aproximativ 2 kilometri în diametru și orbitează în jurul lui Jupiter la o distanță medie de 22.134.000 km în 672,752 zile, la o înclinație medie de 165° față de ecliptică, în sens retrograd și cu o excentricitate medie de 0,2493. 
Este un membru al grupului Carme, format din sateliți retrograzi neregulați care orbitează în jurul lui Jupiter la o distanță cuprinsă între 23 și 24. Gm și la o înclinație de aproximativ 165°.